# Драч Мар'яна Іванівна
Драч Мар'яна Іванівна (нар. 1972) — українська журналістка, директорка Української редакції Радіо Свобода (Прага).

## Життєпис

### Освіта
Закінчила Університет Рузвельта (США) за фахом міжнародні відносини та Інститут державного управління і місцевого самоврядування (Україна)
З жовтня 2019 по квітень 2020 року Мар'яна Драч стажувалась в Інституті Ройтерз з вивчення журналістики в Оксфордському університеті.

### Робота
На Радіо Свобода з 1996 року, як репортер спеціалізувалася на міжнародній тематиці; вела різні програми, серед яких «Україна і світ» та «Свобода сьогодні». 
З травня 2013 року — директорка Української служби Радіо Свобода.
Керувала редакцією під час Революції гідності і від початку російської агресії. 
З 2014 року Радіо Свобода під керівництвом Мар'яни Драч зайнялося в Україні телевізійним виробництвом і відкрило проєкти для Криму (Крим.Реалії) і Донбасу (Донбас.Реалії); проєкт журналістських розслідувань Схеми: корупція в деталях.
Радіо Свобода регулярно транслює наживо події в Україні.

### Сім'я
- Чоловік — фізик, виховують доньку.
- Батько — поет Драч Іван Федорович (1936–2018),
- Мати — Марія Драч, очолювала Міжнародну організацію Міжнародну організацію «Жіноча громада» (1993).
- Брат — Максим Драч, лікар, загинув 2009 року.